# Marguerite Perey
Marguerite Catherine Perey (Villemomble, 19 oktober 1909 – Louveciennes, 13 mei 1975) was een Frans scheikundige en natuurkundige die in 1939 het uiterst zeldzame element francium ontdekte tijdens het zuiveren van met actinium verontreinigd lanthanium. In 1962 was zij de eerste vrouw die toegelaten werd tot de Franse Académie des Sciences.
Zij was de jongste dochter van een molenaar die nog 4 andere kinderen kreeg. Perey wilde eigenlijk geneeskunde studeren, maar toen haar vader overleed koos ze voor de laborantenschool, omdat ze dan meer zou gaan verdienen. Haar moeder was pianolerares en verdiende onvoldoende.
Rond 1928 werd ze door Marie Curie, die toen al ernstig ziek was door de leukemie, aangesteld als laborante. Toch vulde Perey met blote handen de buisjes met uraniumerts om het te zuiveren zodat actinium overbleef. Toen ze een monster met afwijkende straling ontdekte vroeg ze of ze dat mocht onderzoeken en zo ontdekte zij het radioactieve element francium. Ze wilde het zelf Catium noemen.
Door de ontdekking kreeg ze een studiebeurs en ging aan de Sorbonne studeren, waar ze in 1946 promoveerde. Waarschijnlijk door het werken met radioactieve stoffen kreeg ze botkanker. In haar laatste levensjaren vestigde ze de aandacht op de gevaren van het werken met radioactiviteit.